# Simmersdorf (Mühlhausen)
Simmersdorf ist ein Gemeindeteil des Marktes Mühlhausen im Landkreis Erlangen-Höchstadt (Mittelfranken, Bayern). Simmersdorf liegt in der Gemarkung Mühlhausen.

## Geografie
Das Dorf liegt am Nordufer der Reichen Ebrach gegenüber von Horbach und ist von Acker- und Grünland umgeben. Im Norden wird die Flur Steinernes Brücklein genannt. Zwischen Simmersdorf und Mühlhausen mündet der Allbach in die Reiche Ebrach. Eine Gemeindeverbindungsstraße verläuft nach Horbach (0,4 km südwestlich) bzw. zur Staatsstraße 2260 (0,5 km nördlich) an der Stelle, wo die Kreisstraße ERH 34 in die Staatsstraße mündet, die nordwestlich an der Eckartsmühle vorbei nach Albach führt.

## Geschichte
Der Ort wurde im Würzburger Lehenbuch von 1303 als „Sigmarsdorf“ erstmals urkundlich erwähnt. Das Bestimmungswort des Ortsnamens ist Sigmar, der Personenname des Ortsgründers. Zu dieser Zeit sind auch die Formen „Sygemarsdorf“ und „Symarsdorf“ bezeugt. 1303 wurden die Söhne von Konrad Küchmeister von Bamberg als Inhaber des Zehnts verzeichnet, im Lehenbuch von 1313 wurde Ulrich Truchseß von Nainsdorf als Inhaber des Heuzehnts aufgeführt. 1327 erhielt das Bamberger Katharinenspital von Heinrich Suttner zwei Güter und eine Mühle. Im markgräflichen Lehenbuch, das Mitte des 15. Jahrhunderts entstanden ist, wurden zwei Anwesen und ein Fischwasser als Lehen im Ort angegeben.
Gegen Ende des 18. Jahrhunderts gab es in Simmersdorf 26 Anwesen. Das Hochgericht übte das bambergische Centamt Wachenroth aus. Die Dorf- und Gemeindeherrschaft hatten die Schönborn’sche Herrschaft Pommersfelden und das Rittergut Mühlhausen gemeinsam inne. Grundherren waren das Kastenamt Wachenroth (Theodorische Verwaltung: 1 Sölde), die Verwaltung Sambach der Universität Bamberg (1 Tropfhäuslein), die brandenburg-bayreuthische Verwaltung Uehlfeld (1 Gut, 1 Tropfhaus), die Herrschaft Pommersfelden (3 Höfe, 2 Güter, 1 Wirtshaus, 1 Drittelhof, 5 Sölden, 1 Tropfhaus), das Rittergut Mühlhausen (4 Güter), das Katharinenspital Bamberg (1 Mühle, 2 Sölden) und die Pfarrei Mühlhausen (1 Sölde). Gemeindliche Gebäude waren ein Hirten- und Tropfhaus.
Im Rahmen des Gemeindeedikts wurde Simmersdorf dem 1808 gebildeten Steuerdistrikt Mühlhausen und der im selben Jahr gebildeten Ruralgemeinde Mühlhausen zugewiesen. 1818 wurde Simmersdorf nach Wachenroth umgemeindet, was 1824 wieder rückgängig gemacht wurde.

### Baudenkmäler
- Haus Nr. 7: Mühle
- Haus Nr. 29: Dazugehöriges Wohnstallhaus

### Einwohnerentwicklung
| Jahr      | 001819 | 001861 | 001871 | 001885 | 001900 | 001925 | 001950 | 001961 | 001970 | 001987 | 002019 |
| Einwohner | 145    | 169    | 153    | 188    | 170    | 166    | 213    | 137    | 122    | 150    | 123    |
| Häuser    |        |        |        | 32     | 31     | 30     | 29     | 29     |        | 31     |        |
| Quelle    | [ 9 ]  | [ 10 ] | [ 11 ] | [ 12 ] | [ 13 ] | [ 14 ] | [ 15 ] | [ 16 ] | [ 17 ] | [ 18 ] | [ 1 ]  |

## Religion
Der Ort ist seit der Reformation evangelisch-lutherisch geprägt und nach St. Maria und Kilian (Mühlhausen) gepfarrt. Die Einwohner römisch-katholischer Konfession sind nach St. Gertrud (Wachenroth) gepfarrt.